# Konstnärernas centralköp
Konstnärernas centralköp är en kooperativ inköpsorganisation för konstnärsmaterial. Huvudkontor och butik finns vid Mosebacke torg i Stockholm.
Konstnärernas centralköp startades 1962 av konstnärer som ansåg att det kunde vara svårt att få tag på rätt material i den traditionella handeln, samt att det var ekonomiskt fördelaktigt om de aktiva konstnärerna själva skötte grossistinköp av material, i kooperativ form.
Idag sker en stor del av försäljningen på Internet.